# Stiftung Warentest
Stiftung Warentest je německá nezisková organizace zaměřená na ochranu spotřebitelů. Byla založena 4. prosince 1964 na základě rozhodnutí spolkové vlády. Je členem mezinárodní organizace Consumers International. Sídlí v Berlíně na náměstí Lützowplatz. Nadace provádí nezávislé testy výrobků a služeb, za prvních padesát let své existence anonymně otestovala více než sto tisíc produktů. Jejím cílem je, aby měli zákazníci při výběru zboží dostatek objektivních informací, zaměřuje se na kvalitu, bezpečnost a na sociální a ekologickou odpovědnost firem. Vydává časopisy Test a Finanztest a provozuje knižní nakladatelství. Od roku 1979 organizuje pro mládež soutěž Jugend testet. Podle stanov nesmí mít organizace žádné příjmy z reklamy, aby si uchovala neutralitu. Výkonným ředitelem je od roku 2012 Hubertus Primus.

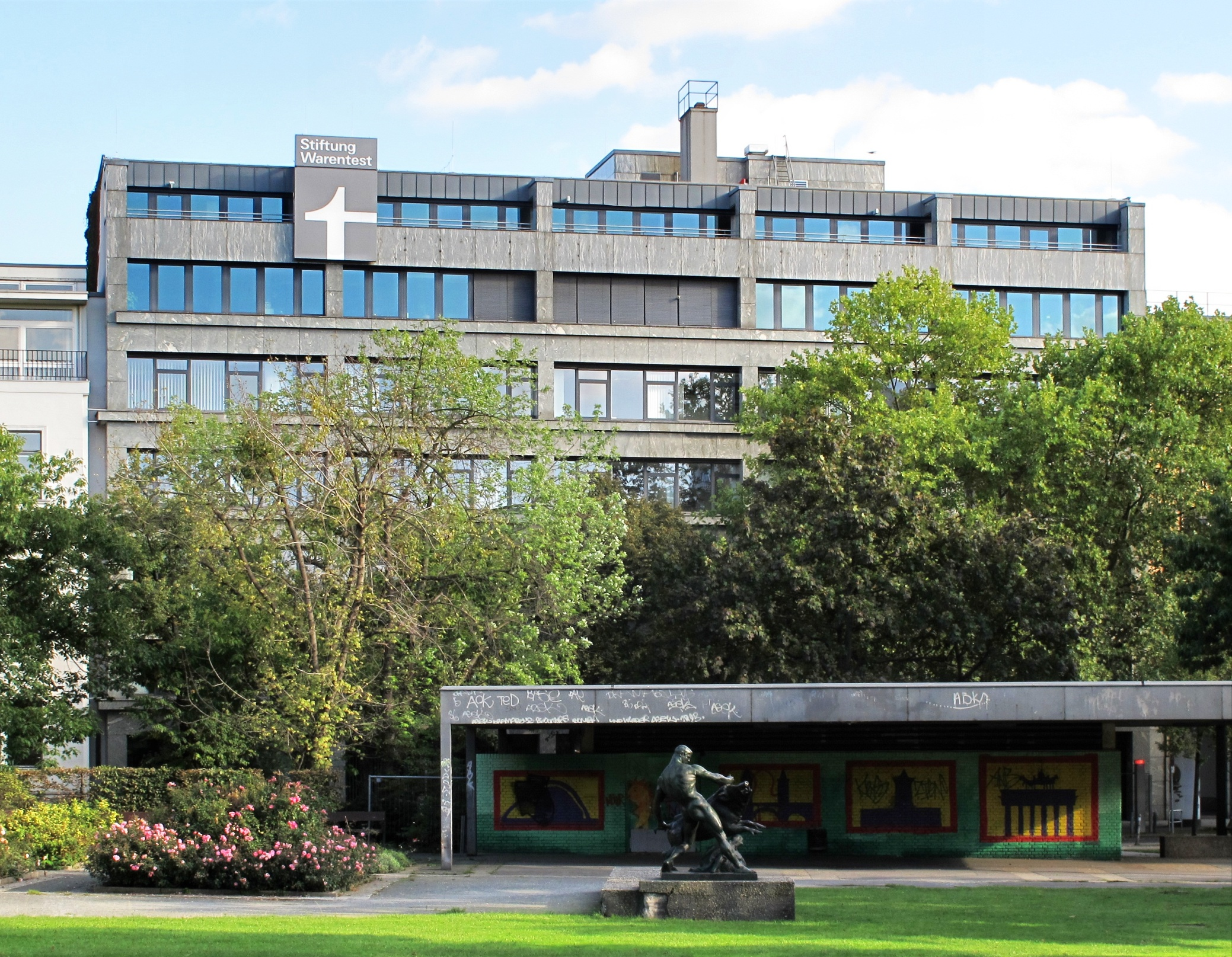
Stiftung Warentest